# Badim
Badim era una freguesia portuguesa del municipio de Monção, distrito de Viana do Castelo.

## Historia
Situada al nordeste del municipio de Monção, a trece kilómetros de su capital, Badim es mencionada ya como freguesia en 1516 y perteneció al antiguo municipio de Valadares hasta la extinción de este en 1855.
Fue suprimida el 28 de enero de 2013, en aplicación de una resolución de la Asamblea de la República portuguesa promulgada el 16 de enero de 2013 al unirse con la freguesia de Ceivães, formando la nueva freguesia de Ceivães e Badim.

## Patrimonio
En el patrimonio histórico-artístico de la antigua freguesia destacan la iglesia parroquial y la casa solariega de Porteleira, con el escudo de los Soares de Tagilde en la fachada.